# Listor över böcker
Detta är en sammanfattning av listor över böcker som har artiklar på Wikipedia, organiserade enligt olika kriterier.
Allmänna listor

## Ämneslistor
- Lista över böcker om folklore
- Listor över böcker om första världskriget
- Lista över böcker i serien Världens dramatiska historia
- Lista över böcker i serien Sveriges dramatiska historia

### Människor
- Lista över böcker av och om Adolf Hitler

## Författarlistor
Huvudkategori: Bibliografier

- Lista över böcker av Isaac Asimov
- Lista över böcker av Agatha Christie
- Lista över verk av Søren Kierkegaard
- Lista över verk av Stephen King
- Lista över verk av H.P. Lovecraft
- Lista över böcker av J.R.R. Tolkien
- Lista över böcker av H.G. Wells

## Serielistor
- Lista över Biggles-böcker
- Lista över Harry Potter-böcker